# الن مارشال
اَلن مارشال (انگلیسی: Alan Marshall؛ زادهٔ ۱۲ اوت ۱۹۳۸) یک تهیه‌کننده اهل بریتانیا است.
از فیلم‌ها یا مجموعه‌های تلویزیونی که وی در آن‌ها نقش داشته است می‌توان به دیوار پینک فلوید اشاره نمود.